# 11465 Fulvio
11465 Fulvio eller 1981 EP30 är en asteroid i huvudbältet som upptäcktes den 2 mars 1981 av den amerikanska astronomen Schelte J. Bus vid Siding Spring-observatoriet. Den är uppkallad efter Daniele Fulvio.
Asteroiden har en diameter på ungefär 13 kilometer.